# Inostemma favo
Inostemma favo är en stekelart som beskrevs av Walker 1838. Inostemma favo ingår i släktet Inostemma och familjen gallmyggesteklar. Arten är reproducerande i Sverige. Inga underarter finns listade i Catalogue of Life.